# Asclepias viridiflora
Asclepias viridiflora är en oleanderväxtart som beskrevs av Constantine Samuel Rafinesque. Asclepias viridiflora ingår i släktet sidenörter, och familjen oleanderväxter. Inga underarter finns listade i Catalogue of Life.